# Anna Bukis
Anna Bukis (* 8. September 1953 in Wałcz) ist eine ehemalige polnische Leichtathletin, die sich auf den Mittelstreckenlauf fokussiert hat. Ihren größten Erfolg feierte sie mit dem Vizehalleneuropameistertitel über 1500 Meter 1980 in Sindelfingen.

## Sportliche Laufbahn
Erste internationale Erfahrungen sammelte Anna Bukis vermutlich im Jahr 1980, als sie bei den Halleneuropameisterschaften in Sindelfingen in 4:13,1 min die Silbermedaille im 1500-Meter-Lauf hinter Tamara Koba aus der Sowjetunion gewann. Eine Woche darauf wurde sie bei den Crosslauf-Weltmeisterschaften in Paris nach 19:13 min 100. im Einzelrennen und im Juli schied sie bei den Olympischen Sommerspielen in Moskau mit 2:00,23 min im Halbfinale im 800-Meter-Lauf aus. Zudem kam sie über 1500 Meter mit 4:05,97 min nicht über die Vorrunde hinaus. Im Jahr darauf belegte sie beim IAAF World Cup in Rom in 4:06,72 min den vierten Platz über 1500 Meter und 1984 beendete sie ihre aktive sportliche Karriere im Alter von 31 Jahren.
1980 wurde Bukis polnische Meisterin im 1500-Meter-Lauf sowie 1974 und 1975 in der 4-mal-400-Meter-Staffel. Zudem wurde sie 1984 Hallenmeisterin über 1500 Meter.

## Persönliche Bestleistungen
- 800 Meter: 1:58,51 min, 9. Juli 1980 in Łódź
- 1000 Meter: 2:35,96 min, 11. September 1981 in London
- 1500 Meter: 3:59,67 min, 29. Juli 1981 in Budapest
  - 1500 Meter (Halle): 4:13,1 min, 2. März 1980 in Sindelfingen